# Tetrastigma quadrangulum
Tetrastigma quadrangulum är en vinväxtart som beskrevs av Gagnep. & Craib. Tetrastigma quadrangulum ingår i släktet Tetrastigma och familjen vinväxter. Inga underarter finns listade i Catalogue of Life.